# William Garner Sutherland
William Garner Sutherland (1873 – 1954) byl americký osteopatický lékař a osobnost americké osteopatické medicíny. Několik jeho technik manuální terapie je dodnes praktikováno osteopatickými lékaři. Dr. Sutherland byl prvním osteopatickým lékařem, který vyvinul kraniální přístup a systematicky jej vyučoval. 
Zjistil, že kosti lebky jsou anatomicky přizpůsobené k tomu, aby umožňovaly pohyb ve vzájemném vztahu. Byla to radikální myšlenka, která se postavila proti tehdejším americkým a britským učebnicím anatomie, jež učily, že lebeční kosti se srůstají před dospělostí. Aby ověřil svou teorii, Dr. Sutherland naplnil lebku sušenými fazolemi a přidal k nim vodu. To způsobilo, že se lebeční kosti pohybovaly podél linií švů a nakonec se rozpadly. Také na sobě prováděl experimenty se speciální helmou, na níž vyvíjel proměnlivý i trvalý tlak na různé části hlavy. Na základě svých experimentů vyvinul Dr. Sutherland systém vyšetřování a léčby kostí lebky, který vešel do povědomí jako kraniální osteopatie. 
Dr. Sutherland jako první přišel na veřejnost s pojmem Dech života, popisuje jím uspořádávající princip, který organizuje životní procesy všech živých organismů. Přímým a přímo vnímatelným projevem Dechu života je Primární respirace. 

## Knihy autora
- SUTHERLAND, William Garner. Teaching in the Science of Osteopathy. Rudra Press, 1990. 311 s. ISBN 0-915801-26-4.
- SUTHERLAND, William Garner. Contributions of Thought: Sutherland Cranial Teaching Foundation, 364 s. ISBN 978-1930298019.[3]

1. 1 2   Kraniosakrální terapie vs. kraniální osteopatie: rozdíly. Massage Today [online]. An MPA  Media Publication, 2002-10-01 [cit. 2025-08-14]. [eb.archive.org/web/20131230045315/http://www.massagetoday.com/archives/2002/10/14.html Dostupné online].
2. ↑  SUTHERLAND, William Garner. Teaching in the Science of Osteopathy. 1. vyd. [s.l.]: Rudra Press, 1990. 311 s. ISBN 0-915801-26-4. S. 14.
3. ↑  SUTHERLAND, William Garner. Contributions of Thought. [s.l.]: Sutherland Cranial Teaching Foundation, Inc 364 s. ISBN 978-1930298019.